# 효헌사
효헌사(孝憲祠)는 대한민국 전라남도 구례군 마산면에 있는 조선 시대의 사당이다. 2003년 5월 22일 구례군의 향토문화유산 제1호로 지정되었다.

## 개요
조선 2대 국왕 정종의 12번째 왕자인 도평군과 배위 2위의 위패를 봉안한 부조묘이다. 도평군은 1402년 8월 9일에 성빈 지씨의 소생으로 태어났으며 어릴 때부터 효심이 지극하고 총명하여 그 명성이 널리 알려져 왔다. 1872년 3월에 고종은 왕자 중 가장 효성이 지극하고 총명한 어른이라 평했으며 도평군 겸 영종정경부사 증시 효헌공 이란 증직을 내렸다. 그리고 1874년 3월에 도평군의 후손이 살고 있는 사도리에 위패를 봉안하고 제례를 해마다 2회 봉향토록 하였는데 1910년 이후 일본 제국의 감시로 중단되었다가 해방 후 후손들이 제향을 올리고 있다.